# Reinhard Schiestl
Reinhard Schiestl (* 1957 in Innsbruck; † 1995 in Umhausen) war ein bedeutender österreichischer Alpinist und Sportkletterer. Als extremer Allrounder gehörte er in einer Zeit, in der sich der Alpin- und Klettersport zunehmend in Einzeldisziplinen differenzierte, sowohl im alpinen Bereich bis hin zum Expeditionsbergsteigen als auch im Sportklettern zur Weltspitze.

## Leben
Schiestl begann schon in seiner frühen Jugend mit dem Klettersport in den Bergen um Innsbruck, bereits mit 16 Jahren verzeichnete er erste Erstbegehungen. Im alpinen Bereich kletterte er schon bald extreme Schwierigkeiten: Seine 1979 erstbegangene Route „Mephisto“ (UIAA VIII-) am Heiligkreuzkofel in der Fanesgruppe war die erste alpine Tour in diesem Schwierigkeitsgrad. Besonders fiel er jedoch durch seine hohe Sicherheit und Geschwindigkeit auf, die ihm mehrere Solo-Erstbegehungen und Geschwindigkeitsrekorde ermöglichten. So durchstieg er etwa 1984 die Piz-Badile-Nordwand, eine der Großen Nordwände der Alpen free solo in nur 1:20 h. Weiters kletterte er zahlreiche aufsehenerregende Enchaînements (unmittelbare Aneinanderreihungen mehrerer Touren) u. a. in den Dolomiten und an der Martinswand. Abseits vom Fels gelang ihm 1982 die erste seilfrei Winterbegehung der Ortler-Nordwand.
Außerhalb der Alpen verzeichnete Schiestl schwierige Touren im Yosemite-Nationalpark und in Grönland, aber auch im Himalaya: 1985 nahm er an der Annapurna-Expedition von Reinhold Messner mit der Erstbegehung der Nordwestwand teil, konnte selber allerdings nicht den Gipfel erreichen.
In seinen letzten Lebensjahren verlagerte sich sein Interesse zunehmend auf das Sportklettern. In seiner Wahlheimat, Huben im Ötztal, wo er ab 1985 in seinem Brotberuf als Volksschullehrer arbeitete, betrieb er umfangreiche Erschließungen von Klettergärten mit Routen bis in den IX. Schwierigkeitsgrad und beschäftigte sich intensiv mit Nachwuchsarbeit und der Etablierung des Sportkletterns als Schulsport.
1995 kam Reinhard Schiestl unverschuldet bei einem Autounfall ums Leben.
Die Gemeinde Längenfeld benannte nach ihm den Reinhard-Schiestl-Klettersteig (Schwierigkeit D) an der Burgsteiner Wand unterhalb des Gamskogels (2815 m).